# Tin Toy
Tin Toy é um curta-metragem animado por computador feito pela Pixar Animation Studios e dirigido por John Lasseter. Este curta pode ser assistido pela internet, no antigo VHS Tiny Toy Stories de 1996, Pixar Short Films Collection - Volume 1 ou como extra na fita de Toy Story lançada em 2000. Foi o vencedor do Oscar na categoria de melhor curta animado em 1988.

## Enredo
A história se passa no chão de um quarto, quando Tinny, um soldadinho musical, acaba de ser comprado para ser o novo brinquedo de Billy, o bebê da casa. Quando Billy chega engatinhando no quarto, o soldadinho tem uma boa primeira impressão dele. Mas, depois ele fica apavorado com o seu novo dono e começa a fugir. Tinny consegue escapar ao se esconder debaixo do sofá. Porém, debaixo deste mesmo sofá, há dezenas de outros brinquedos tremendo de medo, apavorados com aquele bebê. Naquele momento, Billy cai de cabeça no chão e, como qualquer bebê, começa a chorar. Tinny, sentindo-se culpado pelo acidente, pensa um pouco e reconhece sua verdadeira missão como brinquedo, que é fazer as crianças sorrirem, e não chorarem. Então, Tinny sai debaixo do sofá, chega bem perto de Billy e começa a dançar e cantar para chamar a atenção do bebê, fazendo-o parar de chorar. Billy imediatamente agarra o soldadinho, mas logo o solta, dando atenção a outras coisas, o que deixa Tinny com muito ciúme. Billy sai pelo quarto brincando com uma sacola, finalizando o curta com o soldadinho musical correndo atrás do bebê, querendo a sua atenção.

## Premiações
| Oscar         | Foi o vencedor de 1 Oscar (Melhor Curta Animado, 1988) |
| Annie Award   | Nenhum                                                 |
| Grammy Award  | Nenhum                                                 |
| Globo de Ouro | Nenhum                                                 |
| Outros        | Foi o vencedor de 2 prêmios.                           |